# Annerys Vargas
Annerys Vargas Valdez (ur. 7 sierpnia 1981 roku w Santo Domingo) – dominikańska siatkarka, reprezentantka kraju, grająca na pozycji środkowej. 

## Sukcesy klubowe
| Klub                            | Osiągnięcie              | Trofeum | Sezon/Rok |
| Gruppo Murcia 2002              | Superpuchar Hiszpanii    | złoto   | 2006      |
| Gruppo Murcia 2002              | Puchar Królowej          | złoto   | 2006/2007 |
| Gruppo Murcia 2002              | Puchar Top Teams         | złoto   | 2006/2007 |
| Gruppo Murcia 2002              | Mistrzostwo Hiszpanii    | złoto   | 2006/2007 |
| Vakifbank Gunes Sigorta Stambuł | Puchar Challenge         | złoto   | 2007/2008 |
| Criollas de Caguas              | Mistrzostwo Portoryko    | srebro  | 2011/2012 |
| Azəryol Baku                    | Mistrzostwo Azerbejdżanu | srebro  | 2013/2014 |
| River Volley Piacenza           | Superpuchar Włoch        | złoto   | 2014      |

## Sukcesy reprezentacyjne
| Osiągnięcie                                         | Trofeum               | Rok                                                                                          |
| Puchar Panamerykański                               | złoto · srebro · brąz | 2008, 2010, 2014, 2016 2002, 2003, 2005, 2009, 2011, 2013, 2017, 2018, 2019 2004, 2006, 2007 |
| Igrzyska Panamerykańskie                            | złoto · brąz          | 2003, 2019 2015                                                                              |
| Mistrzostwa Ameryki Północnej, Środkowej i Karaibów | złoto · srebro · brąz | 2009, 2019 2011, 2013, 2015 2003, 2005, 2007                                                 |
| Puchar Wielkich Mistrzyń                            | brąz                  | 2009                                                                                         |
| Volley Masters Montreux                             | brąz                  | 2013                                                                                         |

## Nagrody indywidualne
- 2003: Najlepsza blokująca Mistrzostw Ameryki Północnej
- 2003: Najlepsza blokująca i serwująca Igrzysk Panamerykańskich
- 2008: Najlepsza blokująca i punktująca Pucharu Challenge
- 2010: Najlepsza blokująca Klubowych Mistrzostw Świata
- 2012: Najlepsza blokująca Turnieju Kwalifikacyjnego NORCECA do Igrzysk Olimpijskich
- 2014: Najlepsza blokująca finału o Mistrzostwo Azerbejdżanu
- 2016: Najlepsza blokująca Pucharu Panamerykańskiego